# Phaeocedus
Phaeocedus Simon, 1893 è un genere di ragni appartenente alla famiglia Gnaphosidae.

## Distribuzione
Le 9 specie note di questo genere sono state reperite nella regione paleartica e in India: la specie dall'areale più vasto è la P. braccatus, rinvenuta in varie località della regione paleartica.

## Tassonomia
Non sono stati esaminati esemplari di questo genere dal 2015.
Attualmente, a novembre 2015, si compone di 9 specie e una sottospecie:
- Phaeocedus braccatus (L. Koch, 1866)[2] — Regione paleartica
  - Phaeocedus braccatus jugorum Simon, 1914 — Francia
- Phaeocedus fedotovi Charitonov, 1946 — Uzbekistan
- Phaeocedus haribhaiius Patel & Patel, 1975 — India
- Phaeocedus hebraeus Levy, 1999 — Israele
- Phaeocedus mikha Levy, 2009 — Israele, Portogallo
- Phaeocedus mosambaensis Tikader, 1964 — Nepal
- Phaeocedus nicobarensis Tikader, 1977 — Isole Nicobare
- Phaeocedus parvus O. P.-Cambridge, 1905 — probabilmente India
- Phaeocedus poonaensis Tikader, 1982 — India

### Specie trasferite
- Phaeocedus potanini Schenkel, 1963; trasferita al genere Cladothela Kishida, 1928[1].